# ثابت ميلز
في نظرية الأعداد (هي فرع من الرياضيات البحتة يهتم بخصائص الأعداد بشكل عام، و بالأعداد الصحيحة بشكل خاص ) , يعرف ثابت ميلز بأنه أصغر عدد حقيقي موجب A مثل دالتا الجزء الصحيح و السقف.

{\displaystyle \lfloor A^{3^{n}}\rfloor }
وهو عدد أولي لكل الأعداد الصحيحة الموجبة n . وسميت على اسم ويليام ميلز (William H. Mills) الذي أثبت في عام 1947 وجود قيمة ل A معتمدا على نتائج غيدو هوسيل (Guido Hoheisel) و ألبرت انجهام (Albert Ingham) في الثغرات الرئيسية . وتعتبر قيمة A غير معروفة .

ولكن إذا كانت فرضية ريمان صحيحة , فإن قيمتها تقريبا تساوي 1,3063778838630806904686144926 ( متسلسلة A051021 في OEIS (موسوعة المتتاليات الصحيحة على الإنترنت) )

## أعداد ميلز الأولية
وهي الأعداد الأولية التي تم إنشاؤها بواسطة ثابت ميلز. وإذا كانت فرضية ريمان صحيحة , فإن التسلسل يبدأ ب : 

2, 11, 1361, 2521008887, 16022236204009818131831320183, 4113101149215104800030529537915953170486139623539759933135949994882770404074832568499, ... (متسلسلة A051254 في OEIS).
إذا كان ai يرمز إلي ithفي التسلسل , إذا يمكن اعتبار ai هو أصغر عدد أولي أكبر من {\displaystyle a_{i-1}^{3}} .

ومن أجل ضمان أن ينتج {\displaystyle A^{3^{n}}} هذا التسلسل الرقمي حيث n تساوي 1 , 2 , 3 , ...... يجب أن يكون {\displaystyle a_{i}<(a_{i-1}+1)^{3}}

وفي عام 2015, كان أكبر عدد أولي محتمل تبعا لصحة فرضية ريمان هو : 

{\displaystyle \displaystyle ((((((((((((2^{3}+3)^{3}+30)^{3}+6)^{3}+80)^{3}+12)^{3}+450)^{3}+894)^{3}+3636)^{3}+70756)^{3}+97220)^{3}+66768)^{3}+300840)^{3}+1623568,}
(متسلسلة A108739 في OEIS) 

## الحساب العددي
عند جمع الأعداد الأوليه في متسلسله ميلز , يمكن كتابه ثابت ميلز كما يلي: 

{\displaystyle A\approx a(n)^{1/3^{n}}.}

## وصلات خارجية
- إيريك ويستاين، Mills' Constant، ماثوورلد Mathworld (باللغة الإنكليزية).
- Who remembers the Mills number?, E. Kowalski.
- Awesome Prime Number Constant, Numberphile.